# أميوليت (تعاويذ)

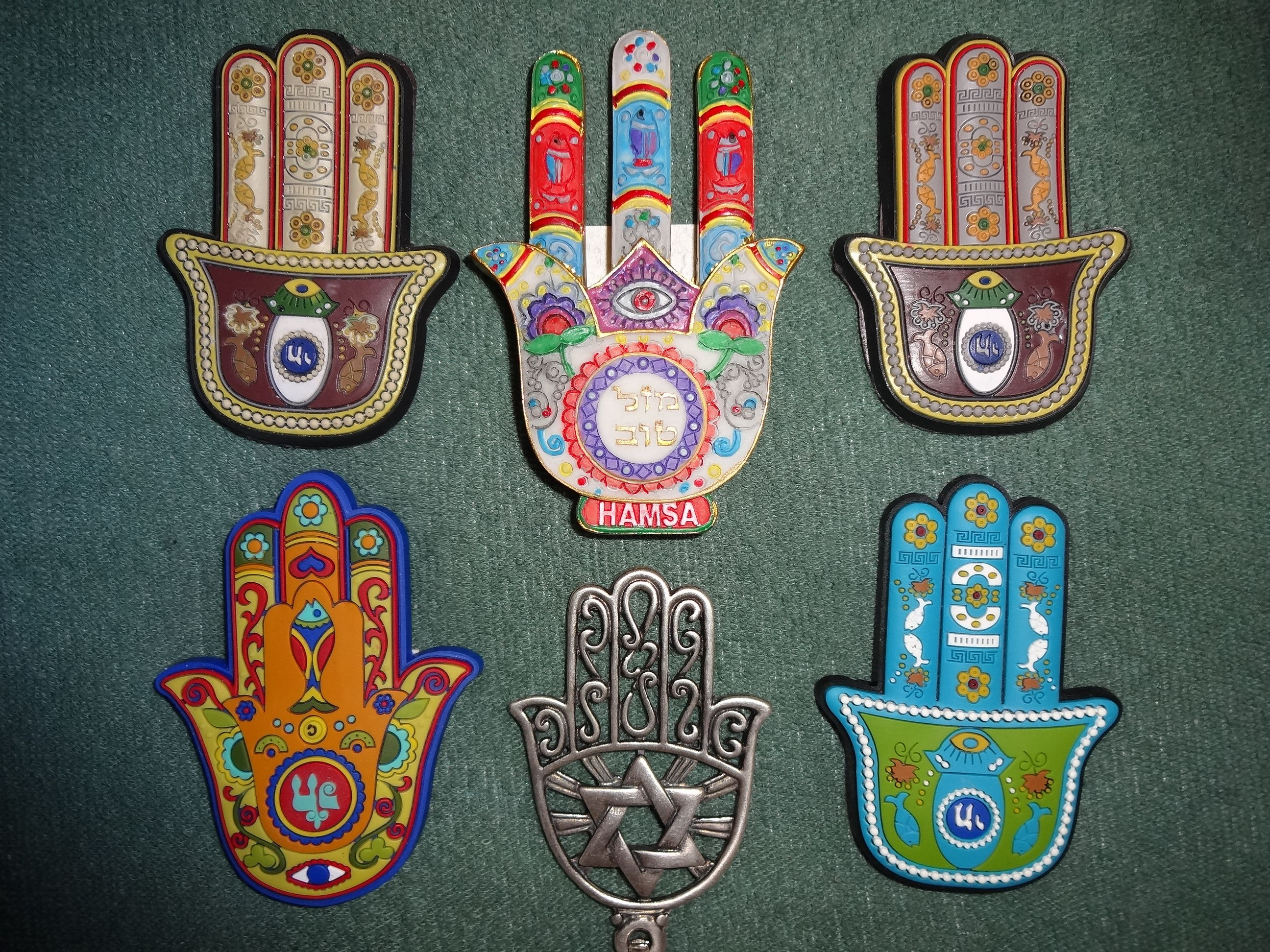
تعاويذ على شكل يد.

أميوليت (بالإنجليزية: Amulet)‏ التعويذة أو الحجاب شيء صغير له قوة حماية مرتديه ضد سوء الطالع. ويوضع عادة حول العنق. والأشياء التي تصنع منها التعاويذ هي أشياء يعتقد أن لها قدرات خاصة، وتتضمن جزء من جسم إنسان، أو حيوان، أو جذورا، أو بذورا، أو أحجارا كريمة، أو معادن، أو مسکوکات، أو رموزا دينية. والأغلب أن تكون حجرا، أو قطعة من معدن مع تخطيط مکتوب أو أشكال محفورة عليها.

## تعاويذ شعبية
والتعاويذ الشعبية تكون قدم أرنب أو صليبا. والطلسم يجلب الإيجابية، بينما التعويذة تحمي من السلبية. وهناك نوع مختلف وهو التعويذة المكتوبة. فالكلمة أو الجملة المقدسة تكون قوية عندما تكون منطوقة، ولكنها أيضا تكون قوية عندما تكون مكتوبة. في بعض الحالات تكون أقوى لأنها تعمل أوتوماتيكيا وباستمرار. ويعتقدون أنه كلما كانت الكتابة غامضة (أي رموز غير مفهومة أو لغة غريبة) كانت أقوى.
أما الكتابة القديمة فهي أيضا شكل من أشكال التعويذة، يعتقدون أنها تملك قوة سحرية قوية. واستخدام التعاويذ قديم جدا. فكان قدامى المصريين يرتدونها، وكذلك الإغريق. وفي الثقافات البدائية والقديمة، كانوا يعتقدون أن التعويذة تحمي من سوء الطالع الطبيعي وغير الطبيعي من أمثال الأمراض ولدغات الأفاعي وعين الشر والأبالسة والسحر.. الخ. وقد انتشرت التعاويذ كثيرة بين المسيحيين إلى درجة أن الكنيسة المسيحية منعت صنعها وارتداءها نهائيا. وفي الشرق الأوسط كانت ممارسة ارتداء التعاويذ شاملة جدا.